# Evelyn Glennie

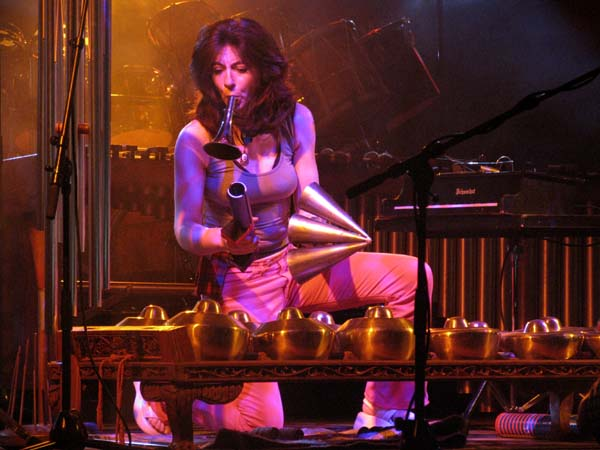
Evelyn Glennie, Moers Festival 2004, Duitsland

Evelyn Glennie (Aberdeen, 19 juli 1965) is een dove Schotse percussioniste. Op haar negentiende was ze klaar met het conservatorium en bezat ze 1800 slagwerkinstrumenten, waaronder zelfgemaakte. Ze werd ’s werelds eerste fulltime solo-percussionist in de  klassieke muziek, en heeft in ruim veertig landen opgetreden. Inmiddels studeert zij ook psychologie.
Doof werd ze op haar twaalfde. Rond die tijd leerde ze pauken te spelen, waarbij haar docent haar leerde percussievibraties te 'horen'. In 1985 maakte ze haar debuut als professionele muzikant. In de jaren daarna bleek ze met gemak muzikale grenzen over te steken. Ze werkte met klassieke orkesten, maar bijvoorbeeld ook met de popzangeres Björk. 
Aan Evelyn Glennie zijn een kleine 130 muziekstukken opgedragen en vele daarvan heeft zij opgenomen. Ze maakte tot op heden achttien albums, won twee Grammy’s en werd nog twee keer daarvoor genomineerd. In 2007 kwam een album uit met de 4e symfonie van Erkki-Sven Tüür, waarin de slagwerkpartij als solo-instrument wordt gebruikt in een symfonie, met zelfs een cadenza. Ook maakte ze dat jaar een plaat met gitarist Fred Frith, met wie ze af en toe optreedt. 
Evelyn is postlinguaal doof. Ze voelt vibraties op verschillende frequenties en in verschillende lichaamsdelen. Ze ziet haar doofheid zelf niet als een handicap. „Ik hoor misschien niet zoals de meeste mensen, maar wel op een andere manier en daarom voel ik me niet beperkt“, zegt ze. Volgens haar zijn mensen die te weinig in hun eigen mogelijkheden geloven veel zwaarder gehandicapt, omdat zij voor zichzelf een barrière opwerpen waar ze niet doorheen komen. In 2015 werd de Polar Music Prize aan haar toegekend.
In 1994 trouwde ze met componist en tubaspeler Greg Malcangi, waarna een scheiding volgde in 2003. Inmiddels mag ze zich Dame Evelyn Glennie noemen. In 1990 verscheen haar autobiografie, 'Good Vibrations'.

## Discografie (selectie)
- James MacMillan: Veni, veni, Emmanuel, 1994
- Drumming, 1996
- Reflected in Brass, 1998
- Shadow Behind The Iron Sun, 2000
- Heath: African Sunrise/Manhattan Rave, 2001
- Orange Red, 2001
- Bela Fleck: Perpetual Motion, 2001 (Grammy 2002)
- Erkki-Sven Tüür: Magma, 2007
- The Sugar Factory (met Fred Frith), 2007
- Altamira (met Mark Knopfler), 2016

## Film
- Touch the Sound-A Sound Journey with Evelyn Glennie, van Thomas Riedelsheimer, 2004